# Podolce (Białoruś)
Podolce (biał. Падольцы, Padolcy; ros. Подольцы, Podolcy) – agromiasteczko na Białorusi, w obwodzie grodzieńskim, w rejonie ostrowieckim, w sielsowiecie Ryteń.
Graniczą z Rezerwatem Krajobrazowym Jeziora Soroczańskie. Znajduje się tu rzymskokatolicka kaplica pw. Matki Bożej Częstochowskiej z 1995, będąca filią parafii św. Jerzego w Wielkich Świrankach.

## Historia
Pod zaborami i w II Rzeczypospolitej wieś i majątek ziemski. W XIX i w początkach XX w. położone były w Rosji, w guberni wileńskiej, w powiecie zawilejskim/święciańskim, w gminie Aleksandrowo. W 1905 roku wieś liczyła 247 osób, 240 dziesięcin; folwark liczył 29 mieszkańców, 186 dziesięcin, własność Korwin-Krukowskiego.
Po I wojnie światowej pod administracją polską, w Zarządzie Cywilnym Ziem Wschodnich. W latach 1920–1922 w składzie Litwy Środkowej.
Od 11 kwietnia 1922 leżały w Polsce, w województwie wileńskim, w powiecie święciańskim, do 11 kwietnia 1929 w gminie Aleksandrowo/Żukojnie, następnie w gminie Kiemieliszki.
W 1931:
- wieś w 35 domach zamieszkiwały 182 osoby[7].
- majątek w 4 domach zamieszkiwało 50 osób[7].

Miejscowość należała do parafii rzymskokatolickiej w Świrankach. Podlegała pod Sąd Grodzki w Święcianach i Okręgowy w Wilnie; właściwy urząd pocztowy mieścił się w Kiemieliszkach.
Po II wojnie światowej w granicach Związku Sowieckiego. Od 1991 w niepodległej Białorusi. Do 26 lutego 2013 siedziba sielsowietu Podolce.